# Club Deportivo San Antonio Bulo Bulo
El Club Deportivo San Antonio Bulo Bulo es un club de fútbol boliviano con sede en Entre Ríos, Cochabamba. Fundado en 1962, desde 2024 juega en la Primera División de Bolivia.
El 5 de mayo de 2024 se consagró campeón del Torneo Apertura 2024. De este modo, clasificó también por primera vez a la Copa Libertadores 2025.
Es el primer club boliviano que, sin tener antecedentes previos en primera división, se corona campeón recién ascendido y en solo 14 fechas del Torneo Apertura 2024.

## Historia
Fundado el 31 de octubre de 1962, San Antonio obtuvo su primer título en la AFC Primera A 
sólo en 2021. Aparecieron por primera vez en la Copa Simón Bolívar en ese año, siendo eliminado en cuartos de final por el García Agreda.

### La llegada a Primera División
Tras volver a ganar el título de Primera A en 2022, el club se clasificó a la Copa Simón Bolívar 2023. En esa competición llegó a la final, enfrentándose al Club Gualberto Villarroel de Oruro, pero perdió el título en penales. Sin embargo, seis días después, lograron el ascenso a la Primera División por primera vez en su historia, después de ganar el ascenso indirecto contra Libertad Gran Mamoré.
En el Torneo Apertura fue emparejado en el grupo A, donde enfrentó a los equipos de The Strongest, Real Santa Cruz, Real Tomayapo y FC Universitario.
El equipo, con una gran base del que logró el ascenso, debutó en la máxima categoría el 20 de febrero, por la segunda jornada, empatando 2 - 2 ante Real Tomayapo. El equipo logró superar la fase de grupos en segundo lugar, clasificando a los cuartos de final. 
En cuartos de final eliminó al Bolívar, al que venció 1 a 0 de local y empató 1 a 1 en La Paz, clasificándose a las semifinales.
En la semifinal, se enfrentó a Independiente Petrolero, a quien superó contundentemente por 6 a 1 en la ida. El partido de vuelta en Sucre lo perdió por 1 a 3, lo que derivó en la clasificación de San Antonio a la final.
En la final se enfrentó a Universitario de Vinto, con quien había empatado y perdido en los interzonales. El 1 de mayo, ante los pronósticos, San Antonio logró un inesperado triunfo de visitante por 2 a 1, con goles de Passira y Pasadore; el descuento de Magallanes para los locales dejaba la serie abierta para el partido definitivo. El 5 de mayo se disputó el último partido, donde Pasadore se encargo de abrir el marcador para los locales a los 15 minutos del primer tiempo. Pero a los 28 minutos del segundo tiempo, llegó el empate de Monteiro para mantener la serie abierta hasta el final del partido. Finalmente, con el 1 a 1, San Antonio se consagró campeón del Torneo Apertura de la Primera División boliviana y se clasificó a la Copa Libertadores 2025, en lo que será su primer experiencia internacional.

## Uniforme
| Titular | Visitante |

| Período         | Proveedor          | Patrocinador                            |
| --------------- | ------------------ | --------------------------------------- |
| 2024 - presente | Oxígeno Store wear | Universidad Tecnológica Boliviana (UTB) |

## Datos del club
- Temporadas en Primera División: 2 (2024-presente).
- Participaciones en Copa Simón Bolívar: 2 (2021 y 2023).
- Mayor goleada a favor:
  - En Primera División: 6 - 1 ante Independiente Petrolero (22 de agosto de 2024).
- Mayor goleada recibida:
  - En Primera División: 0 - 8 ante The Strongest (18 de diciembre de 2024).
- Debut en Primera División: 20 de febrero de 2024, Real Tomayapo 2 - 2 San Antonio.
- Primer partido en torneos internacionales: 3 - 2 con Olimpia (2 de abril de 2025), Copa Libertadores 2025.
- Participaciones internacionales:

| Torneo                           | Edición |
| -------------------------------- | ------- |
| Copa Libertadores de América (1) | 2025    |
| Copa Sudamericana (1)            | 2025    |

### San Antonio Bulo Bulo en competiciones internacionales
| 2025 | Copa Libertadores 2025 | Fase de grupos               | Vélez Sarsfield | 2–1 | 3–0 | 3° lugar |
| 2025 | Copa Libertadores 2025 | Fase de grupos               | Olimpia         | 3–2 | 4–0 | 3° lugar |
| 2025 | Copa Libertadores 2025 | Fase de grupos               | Peñarol         | 0–3 | 2–0 | 3° lugar |
| 2025 | Copa Sudamericana 2025 | Play-off de octavos de final | Once Caldas     | 0–3 |     |          |

## Jugadores

### Plantilla 2025
- Los equipos bolivianos están limitados por la FBF a tener en su plantel un máximo de seis futbolistas extranjeros.
- Por disposición de la FBF, se debe considerar la participación obligatoria de un futbolista de la categoría sub-20 y otro de la categoría sub-23 por partido.

### Altas y bajas 2025
| Altas              |               |                 |          |      |
| Futbolista         | Posición      | Procedencia     | Tipo     | Ref. |
| Segundo Semestre   |               |                 |          |      |
| Pedro Depablos     | Entrenador    | Águilas Doradas | Libre    |      |
| Máximo Alonso      | Delantero     | C. A. Cerro     | Libre    |      |
| Rodrigo López      | Delantero     | Tembetary       | Préstamo |      |
| Ariel Ávalos       | Delantero     | Cerro Porteño   | Préstamo |      |
| Luca Giossa        | Portero       | Miramar         | Libre    |      |
| Cristhian Valencia | Defensa       | Club Llaneros   | Libre    |      |
| Antony Vásquez     | Delantero     | Águilas Doradas | Préstamo |      |
| Adalid Terrazas    | Mediocampista | USM Alger       | Libre    |      |
| Líder Yanarico     | Defensa       | The Strongest   | Libre    |      |

| Bajas              |               |                         |                       |      |
| Futbolista         | Posición      | Destino                 | Tipo                  | Ref. |
| Segundo Semestre   |               |                         |                       |      |
| Joaquín Monasterio | Entrenador    | The Strongest           | Rescisión de contrato |      |
| Daniel Sandy       | Portero       | Real Potosí             | Rescisión de contrato |      |
| Jorman Aguilar     | Delantero     | Municipal Pérez Zeledón | Rescisión de contrato |      |
| Braian Salvareschi | Defensa       | Godoy Cruz              | Fin de préstamo       |      |
| Rodrigo Saracho    | Portero       | Godoy Cruz              | Fin de préstamo       |      |
| José Martines      | Delantero     | FC CSKA 1948 Sofia      | Traspaso              |      |
| Iván Huayhuata     | Defensa       | Aurora                  | Rescisión de contrato |      |
| Adriel Fernández   | Mediocampista | Aurora                  | Rescisión de contrato |      |
| Oswaldo Blanco     | Delantero     | Aurora                  | Rescisión de contrato |      |
| Sebastián Viveros  | Mediocampista | Central Español         | Rescisión de contrato |      |
| Carlos Suárez      | Mediocampista | TBA                     | Rescisión de contrato |      |
| Mario Otazú        | Delantero     | TBA                     | Rescisión de contrato |      |
| Huberth Sánchez    | Defensa       | Aurora                  | Préstamo              |      |

### Jugadores extranjeros
| Nacionalidad    | Jugadores | Jugadores                                                                          |
| --------------- | --------- | ---------------------------------------------------------------------------------- |
| Argentina       | 2         | Felipe Pasadore, Mateo Bustos                                                      |
| Brasil          | 3         | Daniel Passira, Neto Acará, Arthur de Moura                                        |
| Colombia        | 5         | Huberth Sánchez, Sebastián Viveros, Carlos Preciado, Diego Mercado, Oswaldo Blanco |
| Paraguay        | 2         | Francisco García, Pablo Meza                                                       |
| Venezuela       | 1         | Carlos Suárez                                                                      |
| Costa de Marfil | 1         | Kadassi Trazie                                                                     |

## Entrenadores

### Listado reciente
| Técnico                | Año         |
| ---------------------- | ----------- |
| Hugo Albarracín        | 2016 - 2021 |
| Diómedes Peña          | 2021        |
| Hugo Albarracín        | 2022        |
| Daniel Claure          | 2022        |
| Julio Alberto Zamora   | 2023        |
| Thiago Leitão          | 2023 - 2024 |
| Leonardo Égüez         | 2024        |
| Julio César Baldivieso | 2024 - 2025 |
| Joaquín Monasterio     | 2025        |
| Pedro Depablos         | 2025 -      |

## Palmarés

### Torneos nacionales
| Competición nacional              | Títulos | Subcampeonatos |
| --------------------------------- | ------- | -------------- |
| Primera División de Bolivia (0/1) |         | 2024.          |
| Torneo Apertura (1/0)             | 2024    |                |
| Copa Simón Bolívar (0/1)          |         | 2023           |

### Torneos regionales
| Competición nacional    | Títulos     | Subcampeonatos |
| ----------------------- | ----------- | -------------- |
| Primera "A" (AFC) (2/0) | 2021, 2022. |                |